# Lac-Sergent
Lac-Sergent è un comune del Canada, situato nella provincia del Québec, nella regione di Capitale-Nationale.